# Aname fuscocincta
Espèce
Aname fuscocincta est une espèce d'araignées mygalomorphes de la famille des Anamidae.

## Distribution
Cette espèce est endémique d'Australie-Occidentale. Elle se rencontre vers Kalamunda.

## Description
La carapace de la femelle holotype mesure 7,4 mm de long sur 5,6 mm et l'abdomen 7,4 mm de long sur 4,6 mm.

## Publication originale
- Rainbow & Pulleine, 1918 : Australian trap-door spiders. Records of the Australian Museum, vol. 12, p. 81-169 (texte intégral).